# Takashi Kamei
Takashi Kamei (en japonés: 亀井孝, Kamei Takashi; 1 de febrero de 1954) es un deportista japonés que compitió en tiro con arco, en la modalidad de arco recurvo. Ganó dos medallas en el Campeonato Mundial de Tiro con Arco al Aire Libre de 1977, plata en la prueba individual y bronce por equipo.

## Palmarés internacional
| Campeonato Mundial al Aire Libre | Campeonato Mundial al Aire Libre | Campeonato Mundial al Aire Libre | Campeonato Mundial al Aire Libre |
| Año                              | Lugar                            | Medalla                          | Prueba                           |
| -------------------------------- | -------------------------------- | -------------------------------- | -------------------------------- |
| 1977                             | Camberra (Australia)             | Medalla de plata                 | Individual                       |
| 1977                             | Camberra (Australia)             | Medalla de bronce                | Equipo                           |